# Gran Premio de la Comunidad Valenciana de 2010
El Gran Premio de la Comunidad Valenciana de 2010 fue la decimoctava prueba del Campeonato del Mundo de Motociclismo de 2010. Tuvo lugar en el fin de semana del 5 al 7 de noviembre de 2010 en el Circuito Ricardo Tormo, situado en Cheste, Comunidad Valenciana, España. Fue la 11.ª edición del Gran Premio de la Comunidad Valenciana.
La carrera de MotoGP fue ganada por Jorge Lorenzo, seguido de Casey Stoner y Valentino Rossi. Karel Abrahám ganó la prueba de Moto2, por delante de Andrea Iannone y Julián Simón. La carrera de 125cc fue ganada por Bradley Smith, Pol Espargaró fue segundo y Nicolás Terol tercero.

## Resultados

### Resultados MotoGP
| Pos.    | N.º | Piloto           | Constructor | Vueltas completadas | Tiempo          | Parrilla de salida | Pts. |
| ------- | --- | ---------------- | ----------- | ------------------- | --------------- | ------------------ | ---- |
| 1       | 99  | Jorge Lorenzo    | Yamaha      | 30                  | 46 min 44 s 622 | 2                  | 25   |
| 2       | 27  | Casey Stoner     | Ducati      | 30                  | +4 s 576        | 1                  | 20   |
| 3       | 46  | Valentino Rossi  | Yamaha      | 30                  | +8 s 998        | 4                  | 16   |
| 4       | 11  | Ben Spies        | Yamaha      | 30                  | +17 s 643       | 6                  | 13   |
| 5       | 4   | Andrea Dovizioso | Honda       | 30                  | +19 s 160       | 9                  | 11   |
| 6       | 58  | Marco Simoncelli | Honda       | 30                  | +20 s 674       | 3                  | 10   |
| 7       | 26  | Dani Pedrosa     | Honda       | 30                  | +26 s 797       | 8                  | 9    |
| 8       | 40  | Héctor Barberá   | Ducati      | 30                  | +29 s 288       | 13                 | 8    |
| 9       | 19  | Álvaro Bautista  | Suzuki      | 30                  | +29 s 451       | 17                 | 7    |
| 10      | 14  | Randy de Puniet  | Honda       | 30                  | +29 s 860       | 11                 | 6    |
| 11      | 41  | Aleix Espargaró  | Ducati      | 30                  | +31 s 761       | 12                 | 5    |
| 12      | 5   | Colin Edwards    | Yamaha      | 30                  | +33 s 604       | 7                  | 4    |
| 13      | 33  | Marco Melandri   | Honda       | 30                  | +36 s 622       | 10                 | 3    |
| 14      | 7   | Hiroshi Aoyama   | Honda       | 30                  | +38 s 968       | 15                 | 2    |
| 15      | 71  | Carlos Checa     | Ducati      | 30                  | +56 s 169       | 16                 | 1    |
| Ret     | 65  | Loris Capirossi  | Suzuki      | 13                  | Retirado        | 14                 |      |
| Ret     | 69  | Nicky Hayden     | Ducati      | 2                   | Caída           | 5                  |      |
| Fuente: |     |                  |             |                     |                 |                    |      |

### Resultados Moto2
| Pos.    | N.º | Piloto                | Constructor | Vueltas completadas | Tiempo          | Parrilla de salida | Pts. |
| ------- | --- | --------------------- | ----------- | ------------------- | --------------- | ------------------ | ---- |
| 1       | 17  | Karel Abraham         | FTR         | 27                  | 43 min 49 s 499 | 9                  | 25   |
| 2       | 29  | Andrea Iannone        | Speed Up    | 27                  | +522/1000       | 3                  | 20   |
| 3       | 60  | Julián Simón          | Suter       | 27                  | +583/1000       | 7                  | 16   |
| 4       | 12  | Thomas Lüthi          | Moriwaki    | 27                  | +760/1000       | 10                 | 13   |
| 5       | 45  | Scott Redding         | Suter       | 27                  | +4 s 205        | 4                  | 11   |
| 6       | 15  | Alex de Angelis       | MotoBi      | 27                  | +5 s 385        | 5                  | 10   |
| 7       | 3   | Simone Corsi          | MotoBi      | 27                  | +11 s 399       | 20                 | 9    |
| 8       | 40  | Sergio Gadea          | Pons Kalex  | 27                  | +21 s 420       | 21                 | 8    |
| 9       | 77  | Dominique Aegerter    | Suter       | 27                  | +22 s 439       | 17                 | 7    |
| 10      | 2   | Gábor Talmácsi        | Speed Up    | 27                  | +22 s 912       | 12                 | 6    |
| 11      | 16  | Jules Cluzel          | Suter       | 27                  | +23 s 511       | 11                 | 5    |
| 12      | 9   | Kenny Noyes           | Promoharris | 27                  | +25 s 169       | 13                 | 4    |
| 13      | 6   | Alex Debón            | FTR         | 27                  | +30 s 571       | 25                 | 3    |
| 14      | 68  | Yonny Hernández       | BQR-Honda   | 27                  | +31 s 077       | 24                 | 2    |
| 15      | 19  | Xavier Siméon         | Moriwaki    | 27                  | +31 s 276       | 19                 | 1    |
| 16      | 46  | Javier Forés          | AJR         | 27                  | +33 s 381       | 15                 |      |
| 17      | 25  | Alex Baldolini        | ICP         | 27                  | +33 s 548       | 28                 |      |
| 18      | 72  | Yuki Takahashi        | Tech 3      | 27                  | +37 s 556       | 22                 |      |
| 19      | 71  | Claudio Corti         | Suter       | 27                  | +38 s 602       | 26                 |      |
| 20      | 56  | Michael Ranseder      | Suter       | 27                  | +38 s 763       | 23                 |      |
| 21      | 55  | Héctor Faubel         | Suter       | 27                  | +39 s 540       | 16                 |      |
| 22      | 14  | Ratthapark Wilairot   | Bimota      | 27                  | +39 s 835       | 33                 |      |
| 23      | 43  | Román Ramos           | MIR         | 27                  | +39 s 849       | 14                 |      |
| 24      | 35  | Raffaele de Rosa      | Tech 3      | 27                  | +40 s 519       | 27                 |      |
| 25      | 44  | Roberto Rolfo         | Suter       | 27                  | +42 s 803       | 18                 |      |
| 26      | 63  | Mike Di Meglio        | Suter       | 27                  | +44 s 234       | 30                 |      |
| 27      | 8   | Anthony West          | MZ-RE Honda | 27                  | +1 min 1 s 722  | 36                 |      |
| 28      | 5   | Joan Olivé            | Promoharris | 27                  | +1 min 2 s 031  | 37                 |      |
| 29      | 61  | Vladimir Ivanov       | Moriwaki    | 27                  | +1 min 9 s 526  | 32                 |      |
| 30      | 24  | Toni Elías            | Moriwaki    | 27                  | +1 min 25 s 529 | 1                  |      |
| 31      | 88  | Yannick Guerra        | Moriwaki    | 26                  | + 1 Vuelta      | 41                 |      |
| 32      | 95  | Mashel Al Naimi       | BQR-Honda   | 26                  | + 1 Vuelta      | 40                 |      |
| 33      | 66  | Hiromichi Kunikawa    | Bimota      | 26                  | + 1 Vuelta      | 42                 |      |
| Ret     | 80  | Axel Pons             | Pons Kalex  | 26                  | Caída           | 29                 |      |
| Ret     | 39  | Robertino Pietri      | Suter       | 22                  | Retirado        | 38                 |      |
| Ret     | 10  | Fonsi Nieto           | Moriwaki    | 18                  | Retirado        | 31                 |      |
| Ret     | 70  | Ferruccio Lamborghini | Moriwaki    | 17                  | Retirado        | 35                 |      |
| Ret     | 65  | Stefan Bradl          | Suter       | 11                  | Caída           | 2                  |      |
| Ret     | 54  | Kenan Sofuoğlu        | Suter       | 9                   | Retirado        | 6                  |      |
| Ret     | 31  | Carmelo Morales       | Suter       | 7                   | Retirado        | 8                  |      |
| Ret     | 53  | Valentin Debise       | ADV         | 4                   | Caída           | 39                 |      |
| DNS     | 4   | Ricard Cardús         | Bimota      |                     | No salió        | 34                 |      |
| Fuente: |     |                       |             |                     |                 |                    |      |

### Resultados 125cc
| Pos.    | N.º | Piloto              | Constructor | Vueltas completadas | Tiempo          | Parrilla de salida | Pts. |
| ------- | --- | ------------------- | ----------- | ------------------- | --------------- | ------------------ | ---- |
| 1       | 38  | Bradley Smith       | Aprilia     | 24                  | 40 min 25 s 648 | 3                  | 25   |
| 2       | 44  | Pol Espargaró       | Derbi       | 24                  | +2 s 786        | 5                  | 20   |
| 3       | 40  | Nicolás Terol       | Aprilia     | 24                  | +3 s 149        | 2                  | 16   |
| 4       | 93  | Marc Márquez        | Derbi       | 24                  | +8 s 326        | 1                  | 13   |
| 5       | 11  | Sandro Cortese      | Derbi       | 24                  | +24 s 375       | 4                  | 11   |
| 6       | 12  | Esteve Rabat        | Aprilia     | 24                  | +26 s 743       | 6                  | 10   |
| 7       | 71  | Tomoyoshi Koyama    | Aprilia     | 24                  | +26 s 823       | 11                 | 9    |
| 8       | 7   | Efrén Vázquez       | Derbi       | 24                  | +27 s 634       | 7                  | 8    |
| 9       | 35  | Randy Krummenacher  | Aprilia     | 24                  | +41 s 211       | 10                 | 7    |
| 10      | 39  | Luis Salom          | Aprilia     | 24                  | +41 s 279       | 8                  | 6    |
| 11      | 23  | Alberto Moncayo     | Aprilia     | 24                  | +1 min 2 s 540  | 15                 | 5    |
| 12      | 78  | Marcel Schrotter    | Honda       | 24                  | +1 min 2 s 999  | 17                 | 4    |
| 13      | 55  | Isaac Viñales       | Aprilia     | 24                  | +1 min 8 s 522  | 16                 | 3    |
| 14      | 15  | Simone Grotzkyj     | Aprilia     | 24                  | +1 min 8 s 798  | 18                 | 2    |
| 15      | 84  | Jakub Kornfeil      | Aprilia     | 24                  | +1 min 24 s 798 | 20                 | 1    |
| 16      | 99  | Danny Webb          | Aprilia     | 24                  | +1 min 27 s 614 | 14                 |      |
| 17      | 56  | Peter Sebestyén     | Aprilia     | 24                  | +1 min 38 s 939 | 19                 |      |
| 18      | 58  | Joan Perelló        | Honda       | 24                  | +1 min 39 s 356 | 25                 |      |
| 19      | 32  | Lorenzo Savadori    | Aprilia     | 24                  | +1 min 40 s 387 | 21                 |      |
| 20      | 63  | Zulfahmi Khairuddin | Aprilia     | 23                  | + 1 Vuelta      | 24                 |      |
| 21      | 73  | Taylor Mackenzie    | Honda       | 23                  | + 1 Vuelta      | 29                 |      |
| 22      | 70  | John McPhee         | Honda       | 23                  | + 1 Vuelta      | 31                 |      |
| Ret     | 50  | Sturla Fagerhaug    | Aprilia     | 23                  | Retirado        | 27                 |      |
| Ret     | 31  | Niklas Ajo          | Derbi       | 21                  | Retirado        | 23                 |      |
| Ret     | 72  | Marco Ravaioli      | Lambretta   | 20                  | Retirado        | 30                 |      |
| Ret     | 14  | Johann Zarco        | Aprilia     | 19                  | Caída           | 13                 |      |
| Ret     | 59  | Johnny Rosell       | Honda       | 19                  | Retirado        | 26                 |      |
| Ret     | 52  | Danny Kent          | Lambretta   | 15                  | Retirado        | 22                 |      |
| Ret     | 69  | Louis Rossi         | Aprilia     | 12                  | Retirado        | 28                 |      |
| Ret     | 94  | Jonas Folger        | Aprilia     | 10                  | Retirado        | 12                 |      |
| Ret     | 96  | Tommaso Gabrielli   | Aprilia     | 10                  | Caída           | 32                 |      |
| Ret     | 26  | Adrián Martín       | Aprilia     | 5                   | Retirado        | 9                  |      |
| Fuente: |     |                     |             |                     |                 |                    |      |